# Symmetrische Carlson-Form
In der Mathematik sind die symmetrischen Carlson-Formen der elliptischen Integrale eine kleine kanonische Menge von elliptischen Integralen, auf die alle anderen reduziert werden können. Sie sind eine moderne Alternative zu den Legendre-Formen. Die Legendre-Formen können in Carlson-Formen ausgedrückt werden und umgekehrt.
Die elliptischen Carlson-Integrale sind:
{\displaystyle R_{F}(x,y,z)={\tfrac {1}{2}}\int _{0}^{\infty }{\frac {\mathrm {d} t}{\sqrt {(t+x)(t+y)(t+z)}}}}
{\displaystyle R_{J}(x,y,z,p)={\tfrac {3}{2}}\int _{0}^{\infty }{\frac {\mathrm {d} t}{(t+p){\sqrt {(t+x)(t+y)(t+z)}}}}}
{\displaystyle R_{C}(x,y)=R_{F}(x,y,y)={\tfrac {1}{2}}\int _{0}^{\infty }{\frac {\mathrm {d} t}{(t+y){\sqrt {(t+x)}}}}}
{\displaystyle R_{D}(x,y,z)=R_{J}(x,y,z,z)={\tfrac {3}{2}}\int _{0}^{\infty }{\frac {\mathrm {d} t}{(t+z)\,{\sqrt {(t+x)(t+y)(t+z)}}}}}
Da {\displaystyle R_{C}} und {\displaystyle R_{D}} Sonderfälle von {\displaystyle R_{F}} und {\displaystyle R_{J}} sind, können alle elliptischen Integrale letztlich durch {\displaystyle R_{F}} und {\displaystyle R_{J}} dargestellt werden.
Der Begriff symmetrisch bezieht sich auf die Tatsache, dass diese Funktionen im Gegensatz zu den Legendre-Formen durch Vertauschung bestimmter Funktionsargumente unverändert bleiben. Der Wert von {\displaystyle R_{F}(x,y,z)} ist derselbe für jede Permutation der Argumente, und der Wert von {\displaystyle R_{J}(x,y,z,p)} ist derselbe für jede Permutation der ersten drei Argumente.
Die elliptischen Carlson-Integrale sind nach Bille C. Carlson benannt.

## Zusammenhang mit den Legendre-Formen

### Unvollständige elliptische Integrale
Unvollständige elliptische Integrale können mit Hilfe der symmetrischen Carlson-Formen leicht berechnet werden:
{\displaystyle F(\phi ,k)=\sin \phi \;R_{F}({\cos ^{2}}\phi ,1-{k^{2}\sin ^{2}}\phi ,1)}
{\displaystyle E(\phi ,k)=\sin \phi \;R_{F}({\cos ^{2}}\phi ,1-{k^{2}\sin ^{2}}\phi ,1)-{\tfrac {1}{3}}{k^{2}\sin ^{3}}\phi \;R_{D}({\cos ^{2}}\phi ,1-{k^{2}\sin ^{2}}\phi ,1)}
{\displaystyle \Pi (\phi ,n,k)=\sin \phi \;R_{F}({\cos ^{2}}\phi ,1-{k^{2}\sin ^{2}}\phi ,1)+{\tfrac {1}{3}}{n\sin ^{3}}\phi \;R_{J}({\cos ^{2}}\phi ,1-{k^{2}\sin ^{2}}\phi ,1,1-{n\sin ^{2}}\phi )}
(Anmerkung: dies gilt nur für {\displaystyle 0\leq \phi \leq 2\pi } und {\displaystyle 0\leq k^{2}\sin ^{2}\phi \leq 1})
Die Carlson-Formen werden folgendermaßen durch die Legendre-Formen dargestellt:
{\displaystyle R_{F}(x,y,z)={\frac {1}{\sqrt {z-x}}}F\left[\arcsin \left({\sqrt {\frac {z-x}{z}}}\,\right),{\sqrt {\frac {z-y}{z-x}}}\,\right]}
Dabei gilt 0 < x < y < z als Bedingung.

### Vollständige elliptische Integrale
Vollständige elliptischen Integrale können durch Einsetzen von φ = π/2 berechnet werden:
{\displaystyle K(k)=R_{F}\left(0,1-k^{2},1\right)}
{\displaystyle E(k)=R_{F}\left(0,1-k^{2},1\right)-{\tfrac {1}{3}}k^{2}R_{D}\left(0,1-k^{2},1\right)}
{\displaystyle \Pi (n,k)=R_{F}\left(0,1-k^{2},1\right)+{\tfrac {1}{3}}nR_{J}\left(0,1-k^{2},1,1-n\right)}

## Spezialfälle
Wenn zwei beliebige oder alle drei Argumente von {\displaystyle R_{F}} identisch sind, dann macht die Substitution {\displaystyle {\sqrt {t+x}}=u} den Integranden rational. Das Integral kann dann durch elementare transzendente Funktionen ausgedrückt werden.
{\displaystyle R_{C}(x,y)=R_{F}(x,y,y)={\frac {1}{2}}\int _{0}^{\infty }{\frac {\mathrm {d} t}{{\sqrt {t+x}}\,(t+y)}}=\int _{\sqrt {x}}^{\infty }{\frac {\mathrm {d} u}{u^{2}-x+y}}={\begin{cases}{\frac {\textstyle \arccos \scriptstyle {\sqrt {\frac {x}{y}}}}{\sqrt {y-x}}},&x<y\\{\frac {1}{\sqrt {y}}},&x=y\\{\frac {\textstyle \operatorname {arcosh} \scriptstyle {\sqrt {\frac {x}{y}}}}{\sqrt {x-y}}},&x>y\\\end{cases}}}
Ähnlich verhält es sich, wenn mindestens zwei der ersten drei Argumente von {\displaystyle R_{J}} identisch sind,
{\displaystyle R_{J}(x,y,y,p)=3\int _{\sqrt {x}}^{\infty }{\frac {\mathrm {d} u}{(u^{2}-x+y)(u^{2}-x+p)}}={\begin{cases}{\frac {3}{p-y}}(R_{C}(x,y)-R_{C}(x,p)),&y\neq p\\{\frac {3}{2(y-x)}}\left(R_{C}(x,y)-{\frac {1}{y}}{\sqrt {x}}\right),&y=p\neq x\\{\frac {1}{y^{3/2}}},&y=p=x\\\end{cases}}}

## Eigenschaften

### Homogenität
Wenn man in die Integraldefinitionen jede Konstante {\displaystyle \kappa } durch {\displaystyle t=\kappa u} ersetzt, stellt man fest, dass
{\displaystyle R_{F}\left(\kappa x,\kappa y,\kappa z\right)=\kappa ^{-1/2}R_{F}(x,y,z)}
{\displaystyle R_{J}\left(\kappa x,\kappa y,\kappa z,\kappa p\right)=\kappa ^{-3/2}R_{J}(x,y,z,p)}

### Duplikationssatz
{\displaystyle R_{F}(x,y,z)=2R_{F}(x+\lambda ,y+\lambda ,z+\lambda )=R_{F}\left({\frac {x+\lambda }{4}},{\frac {y+\lambda }{4}},{\frac {z+\lambda }{4}}\right),}
mit {\displaystyle \lambda ={\sqrt {x}}{\sqrt {y}}+{\sqrt {y}}{\sqrt {z}}+{\sqrt {z}}{\sqrt {x}}}.
{\displaystyle {\begin{aligned}R_{J}(x,y,z,p)&=2R_{J}(x+\lambda ,y+\lambda ,z+\lambda ,p+\lambda )+6R_{C}(d^{2},d^{2}+(p-x)(p-y)(p-z))\\&={\frac {1}{4}}R_{J}\left({\frac {x+\lambda }{4}},{\frac {y+\lambda }{4}},{\frac {z+\lambda }{4}},{\frac {p+\lambda }{4}}\right)+6R_{C}(d^{2},d^{2}+(p-x)(p-y)(p-z))\ ,\end{aligned}}}
mit {\displaystyle d=({\sqrt {p}}+{\sqrt {x}})({\sqrt {p}}+{\sqrt {y}})({\sqrt {p}}+{\sqrt {z}})} and {\displaystyle \lambda ={\sqrt {x}}{\sqrt {y}}+{\sqrt {y}}{\sqrt {z}}+{\sqrt {z}}{\sqrt {x}}}.

## Reihenentwicklung
Um eine Taylorreihe für {\displaystyle R_{F}} oder {\displaystyle R_{J}} zu erhalten, erweist es sich als praktisch, um den Mittelwert aller Argumente zu entwickeln. Für {\displaystyle R_{F}} sei der Mittelwert der Argumente also {\displaystyle A=(x+y+z)/3}, und unter Verwendung der Homogenität werden {\displaystyle \Delta x}, {\displaystyle \Delta y} und {\displaystyle \Delta z} definiert durch
{\displaystyle {\begin{aligned}R_{F}(x,y,z)&=R_{F}(A\cdot (1-\Delta x),A\cdot (1-\Delta y),A\cdot (1-\Delta z))\\&={\frac {1}{\sqrt {A}}}R_{F}(1-\Delta x,1-\Delta y,1-\Delta z)\end{aligned}}}
d. h. {\displaystyle \Delta x=1-x/A} usw. Die Differenzen {\displaystyle \Delta x}, {\displaystyle \Delta y} und {\displaystyle \Delta z} werden mit diesem Vorzeichen definiert (so dass sie subtrahiert werden), um mit Carlsons Veröffentlichungen übereinzustimmen. Da {\displaystyle R_{F}(x,y,z)} unter der Permutation von {\displaystyle x}, {\displaystyle y} und {\displaystyle z} symmetrisch ist, sie ist auch symmetrisch in {\displaystyle \Delta x}, {\displaystyle \Delta y} und {\displaystyle \Delta z}. Daraus folgt, dass sowohl der Integrand von {\displaystyle R_{F}}, als auch sein Integral als Funktionen der Elementarsymmetrischen Polynome in {\displaystyle \Delta x}, {\displaystyle \Delta y} und {\displaystyle \Delta z} ausgedrückt werden können, das sind
{\displaystyle E_{1}=\Delta x+\Delta y+\Delta z=0}
{\displaystyle E_{2}=\Delta x\Delta y+\Delta y\Delta z+\Delta z\Delta x}
{\displaystyle E_{3}=\Delta x\Delta y\Delta z} .
Den Integranden durch diese Polynome ausgedrückt, eine mehrdimensionale Taylorentwicklung durchgeführt und Term für Term integriert, ergibt
{\displaystyle {\begin{aligned}R_{F}(x,y,z)&={\frac {1}{2{\sqrt {A}}}}\int _{0}^{\infty }{\frac {1}{\sqrt {(t+1)^{3}-(t+1)^{2}E_{1}+(t+1)E_{2}-E_{3}}}}\,\mathrm {d} t\\&={\frac {1}{2{\sqrt {A}}}}\int _{0}^{\infty }\left({\frac {1}{(t+1)^{3/2}}}-{\frac {E_{2}}{2(t+1)^{7/2}}}+{\frac {E_{3}}{2(t+1)^{9/2}}}+{\frac {3E_{2}^{2}}{8(t+1)^{11/2}}}-{\frac {3E_{2}E_{3}}{4(t+1)^{13/2}}}+O(E_{1})+O(\Delta ^{6})\right)\mathrm {d} t\\&={\frac {1}{\sqrt {A}}}\left(1-{\frac {1}{10}}E_{2}+{\frac {1}{14}}E_{3}+{\frac {1}{24}}E_{2}^{2}-{\frac {3}{44}}E_{2}E_{3}+O(E_{1})+O(\Delta ^{6})\right)\end{aligned}}}
Der Vorteil der Entwicklung um den Mittelwert der Argumente offenbart sich jetzt; sie reduziert {\displaystyle E_{1}} auf Null und eliminiert damit alle Terme mit {\displaystyle E_{1}}, die sonst am zahlreichsten wären.
Eine aufsteigende Reihe für {\displaystyle R_{J}} kann auf ähnliche Weise gefunden werden. Es gibt eine kleine Schwierigkeit, weil {\displaystyle R_{J}} nicht vollständig symmetrisch ist; seine Abhängigkeit vom vierten Argument, {\displaystyle p}, unterscheidet sich von der Abhängigkeit von {\displaystyle x}, {\displaystyle y} und {\displaystyle z}. Dies wird dadurch überwunden, dass {\displaystyle R_{J}} als eine vollsymmetrische Funktion von fünf Argumenten behandelt wird, von denen nun zwei den gleichen Wert {\displaystyle p} haben. Der Mittelwert der Argumente wird daher
{\displaystyle A={\frac {x+y+z+2p}{5}}} .
und die Differenzen {\displaystyle \Delta x}, {\displaystyle \Delta y}, {\displaystyle \Delta z} und {\displaystyle \Delta p} definiert durch
{\displaystyle {\begin{aligned}R_{J}(x,y,z,p)&=R_{J}(A(1-\Delta x),A(1-\Delta y),A(1-\Delta z),A(1-\Delta p))\\&={\frac {1}{A^{3/2}}}R_{J}(1-\Delta x,1-\Delta y,1-\Delta z,1-\Delta p)\end{aligned}}}
Die Elementarsymmetrischen Polynome von {\displaystyle \Delta x}, {\displaystyle \Delta y}, {\displaystyle \Delta z}, {\displaystyle \Delta p} und (nochmal) {\displaystyle \Delta p} sind insgesamt
{\displaystyle E_{1}=\Delta x+\Delta y+\Delta z+2\Delta p=0}
{\displaystyle E_{2}=\Delta x\Delta y+\Delta y\Delta z+2\Delta z\Delta p+\Delta p^{2}+2\Delta p\Delta x+\Delta x\Delta z+2\Delta y\Delta p}
{\displaystyle E_{3}=\Delta z\Delta p^{2}+\Delta x\Delta p^{2}+2\Delta x\Delta y\Delta p+\Delta x\Delta y\Delta z+2\Delta y\Delta z\Delta p+\Delta y\Delta p^{2}+2\Delta x\Delta z\Delta p}
{\displaystyle E_{4}=\Delta y\Delta z\Delta p^{2}+\Delta x\Delta z\Delta p^{2}+\Delta x\Delta y\Delta p^{2}+2\Delta x\Delta y\Delta z\Delta p}
{\displaystyle E_{5}=\Delta x\Delta y\Delta z\Delta p^{2}}
Es ist jedoch möglich, die Formeln für {\displaystyle E_{2}}, {\displaystyle E_{3}} und {\displaystyle E_{4}} zu vereinfachen, indem man die Tatsache benutzt, dass {\displaystyle E_{1}=0}. Den Integranden durch diese Polynome ausgedrückt, eine mehrdimensionale Taylorentwicklung durchgeführt und Term für Term integriert, wie zuvor, ergibt
{\displaystyle {\begin{aligned}R_{J}(x,y,z,p)&={\frac {3}{2A^{3/2}}}\int _{0}^{\infty }{\frac {1}{\sqrt {(t+1)^{5}-(t+1)^{4}E_{1}+(t+1)^{3}E_{2}-(t+1)^{2}E_{3}+(t+1)E_{4}-E_{5}}}}\,\mathrm {d} t\\&={\frac {3}{2A^{3/2}}}\int _{0}^{\infty }\left({\frac {1}{(t+1)^{5/2}}}-{\frac {E_{2}}{2(t+1)^{9/2}}}+{\frac {E_{3}}{2(t+1)^{11/2}}}+{\frac {3E_{2}^{2}-4E_{4}}{8(t+1)^{13/2}}}+{\frac {2E_{5}-3E_{2}E_{3}}{4(t+1)^{15/2}}}+O(E_{1})+O(\Delta ^{6})\right)\mathrm {d} t\\&={\frac {1}{A^{3/2}}}\left(1-{\frac {3}{14}}E_{2}+{\frac {1}{6}}E_{3}+{\frac {9}{88}}E_{2}^{2}-{\frac {3}{22}}E_{4}-{\frac {9}{52}}E_{2}E_{3}+{\frac {3}{26}}E_{5}+O(E_{1})+O(\Delta ^{6})\right)\end{aligned}}}
Wie bei {\displaystyle R_{J}} werden durch die Entwicklung um den Mittelwert der Argumente mehr als die Hälfte der Terme (diejenigen, die {\displaystyle E_{1}} enthalten) eliminiert.

## Negative Argumente
Im Allgemeinen dürfen die Argumente {\displaystyle x}, {\displaystyle y} und {\displaystyle z} von Carlsons Integralen nicht reell und negativ sein, da dies einen Verzweigungspunkt auf dem Integrationspfad erzeugen würde, was das Integral mehrdeutig machen würde. Wenn jedoch das zweite Argument von {\displaystyle R_{C}} oder das vierte Argument {\displaystyle p} von {\displaystyle R_{J}} negativ ist, dann ergibt sich eine einfache Polstelle auf dem Integrationspfad. In diesen Fällen kann der Cauchysche Hauptwert (der endliche Teil) der Integrale von Interesse sein; dies sind
{\displaystyle \mathrm {p.v.} \;R_{C}(x,-y)={\sqrt {\frac {x}{x+y}}}\,R_{C}(x+y,y),}
und
{\displaystyle {\begin{aligned}\mathrm {p.v.} \;R_{J}(x,y,z,-p)&={\frac {(q-y)R_{J}(x,y,z,q)-3R_{F}(x,y,z)+3{\sqrt {y}}R_{C}(xz,-pq)}{y+p}}\\&={\frac {(q-y)R_{J}(x,y,z,q)-3R_{F}(x,y,z)+3{\sqrt {\frac {xyz}{xz+pq}}}R_{C}(xz+pq,pq)}{y+p}}\end{aligned}}}
wobei
{\displaystyle q=y+{\frac {(z-y)(y-x)}{y+p}}}
größer als Null sein muss, damit {\displaystyle R_{J}(x,y,z,q)} ausgewertet werden kann. Dies kann erreicht werden, indem {\displaystyle x}, {\displaystyle y} und {\displaystyle z} so permutiert werden, dass der Wert von {\displaystyle y} zwischen dem von {\displaystyle x} und {\displaystyle z} liegt.

## Numerische Auswertung
Der Duplikationssatz kann für eine schnelle und robuste Auswertung der symmetrischen Carlson-Formen von elliptischen Integralen verwendet werden, und damit auch für die Auswertung der Legendre-Form der elliptischen Integrale. Zur Berechnung von {\displaystyle R_{F}(x,y,z)} definieren wir zunächst {\displaystyle x_{0}=x}, {\displaystyle y_{0}=y} und {\displaystyle z_{0}=z}. Dann wird die Reihe iteriert
{\displaystyle \lambda _{n}={\sqrt {x_{n}}}{\sqrt {y_{n}}}+{\sqrt {y_{n}}}{\sqrt {z_{n}}}+{\sqrt {z_{n}}}{\sqrt {x_{n}}},}
{\displaystyle x_{n+1}={\frac {x_{n}+\lambda _{n}}{4}},y_{n+1}={\frac {y_{n}+\lambda _{n}}{4}},z_{n+1}={\frac {z_{n}+\lambda _{n}}{4}}}
bis die gewünschte Präzision erreicht ist: Wenn {\displaystyle x}, {\displaystyle y} und {\displaystyle z} nicht negativ sind, konvergieren alle Reihen schnell zu einem bestimmten Wert {\displaystyle \mu }. Damit ist
{\displaystyle R_{F}\left(x,y,z\right)=R_{F}\left(\mu ,\mu ,\mu \right)=\mu ^{-1/2}.}
Die Auswertung von {\displaystyle R_{C}(x,y)} erfolgt ebenso mit Hilfe der Beziehung
{\displaystyle R_{C}\left(x,y\right)=R_{F}\left(x,y,y\right).}